# Cristalito

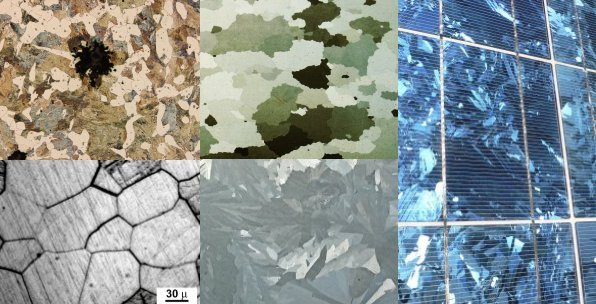
Estructuras policristalinas compuestas de cristalitos. Siguiendo las agujas del reloj, partiendo de la imagen superior izquierda:
a) hierro maleable
b) acero eléctrico sin cubrir
c) celdas solares hechas de silicio policristalino
d) superficie galvanizada de zinc
e) micrografía de metal grabado al ácido resaltando los bordes de granos

Un cristalito es un cristal pequeño o incluso microscópico que se forma generalmente durante el enfriamiento de muchos materiales. La orientación de los cristalitos puede ser aleatoria sin dirección preferida, llamada textura aleatoria, o dirigida, posiblemente debido a las condiciones de crecimiento y procesamiento. La textura cristalográfica es un ejemplo de esto último. Los cristalitos también se conocen como granos. Las áreas donde se encuentran los cristalitos se conocen como bordes de grano. Los materiales multicristalinos o policristales, son sólidos que se componen de muchos cristalitos de diferente tamaño y orientación.
La mayoría de los sólidos inorgánicos son policristalinos, incluidos todos los metales comunes, muchas cerámicas, rocas y hielo. La medida en que un sólido es cristalino (cristalinidad) tiene efectos importantes sobre sus propiedades físicas. El azufre, aunque generalmente es policristalino, también puede aparecer en otras formas alotrópicas con propiedades completamente diferentes. Aunque los cristalitos se conocen como granos, los granos de los polvos son diferentes, ya que pueden estar compuestos de granos policristalinos aún más pequeños.
Si bien la estructura de un cristal (monocristalino) está altamente ordenada y su red es continua e ininterrumpida, los materiales amorfos, como el vidrio y muchos polímeros, no son cristalinos y no muestran ninguna estructura, ya que sus componentes no están dispuestos de forma ordenada conducta. Las estructuras policristalinas y las fases paracristalinas se encuentran entre estos dos extremos.
El tamaño del cristalito generalmente se mide a partir de patrones de difracción de rayos X y el tamaño del grano mediante otras técnicas experimentales como la microscopía electrónica de transmisión. Los objetos sólidos lo suficientemente grandes como para ver y manejar rara vez se componen de un solo cristal, excepto en algunos casos (gemas, cristales simples de silicio para la industria electrónica, ciertos tipos de fibra, cristales individuales de una superaleación a base de níquel para motores turborreactores, y algunos cristales de hielo que pueden superar los 0,5 metros de diámetro).